# Psittacule de Salvadori
Psittaculirostris salvadorii
Espèce
Statut de conservation UICN

 LC  : Préoccupation mineure
Statut CITES
La Psittacule de Salvadori (Psittaculirostris salvadorii) est une espèce d'oiseaux de la famille des Psittacidae qui vit dans les forêts tropicales de la Nouvelle-Guinée occidentale en Indonésie. Il est menacé par la destruction de son habitat et le nombre d'individus semble être en diminution mais il n'est pas considéré comme menacé par l'UICN.

## Commémoration
Le nom de l'espèce commémore le naturaliste italien Adelaro Tommaso Paleotti Salvadori (1835-1923).

## Répartition
Cet oiseau vit dans le nord-ouest de la Nouvelle-Guinée.